# Daniel Goyone
Daniel Goyone est un compositeur et pianiste, né à Grasse (France) en 1953.

## Biographie
Il commence sa carrière comme pianiste de jazz (concerts et enregistrements aux côtes de André Ceccarelli, Bunny Brunel, Chick Corea). Puis il élargit sa pratique à d’autres courants musicaux: musique cubaine, musique brésilienne, musique africaine et musique indienne au travers d'une longue collaboration avec le percussionniste indien Trilok Gurtu.
Depuis le début des années 80, son travail se centre autour de son activité de compositeur. Celle-ci, tout en s’appuyant en partie sur le langage du Jazz,  lui donne des prolongements au-delà de la pratique habituelle:
- utilisation, dans la composition musicale et dans l'improvisation musicale, d’un langage rythmique personnel, et de mètres inhabituels;
- approfondissement de l’étude du rapport entre modes et harmonies, dans une conception synthétique qui englobe tonalité, modalité et chromatisme.
La maturation de ce travail sur la composition lui permet d’écrire pour des formations diverses (big band, petites formations, musique de chambre, musique pour piano), dans des contextes variés (jazz, classique, chanson, musique de cirque, musique de film, indicatif d'émissions radio-télé, musique pour enfants), voire de se confronter à des univers radicalement différents avec, notamment, l'écriture de compositions sur des enregistrements de musique traditionnelle, ou sur des enregistrements de chants d’oiseaux (vocalisation des oiseaux). 

## Discographie
- Daniel Goyone, 1982, Cream Records, avec Marc Bertaux, Tony Rabeson, Gilbert Dall'anese, Pierre Mimran, Michel Govedri, Carlos Patato Valdes, Marta Contreras, Guillermo Fellove
- Goyone 2, 1986, Label Bleu, LBLC 6500/HM 83, avec Trilok Gurtu: percussions, Gilbert Dall'anese: saxes, Richard Galliano: accordéon, Marc Bertaux: basse, André Ceccarelli: batterie
- Third time, 1989, Label Bleu LBLC 6520/HM 83, Trilok Gurtu, batterie, percussions; Marc Bertaux, contrebasse; Richard Galliano, accordéon; Gilbert Dall'anese, saxo; Francis Lassus, batterie, percussions
- Lueurs bleues, 1992, Label Bleu LBLC 6550/HM 83, Richard Galliano, accordéon, Marc Bertaux, contrebasse; Daniel Beaussier, hautbois; François Du Bois,marimba; Trilok Gurtu, batterie, percussions; Jean-Marc Phillips (Trio Wanderer, violon)
- Il y a de l'orange dans le bleu,1995, Label Bleu/LBLC 6580/HM83: Trilok Gurtu, batterie, tablas, percussions; Marc Bertaux, contrebasse; Laurent Dehors: clarinettes,saxes;François Du Bois, marimba; Jean-Marc Phillips, violon; Louis Sclavis, clarinettes
- Haute mer, 1999, Label Bleu LBLC 6600/HM83, avec David Linx: voix, Ray Lema: direction artistique/percussions; Laurent Dehors: clarinettes,saxes; Chris Hayward: flûtes/percussions; Daniel Mille: accordéon; Idrissa Diop: percussions
- Chante rossignol, chante: Naïve, 2004; distribution Actes Sud; CD livre. Des duos pour piano et enregistrements de chants d'oiseaux (vocalisation des oiseaux) Naïve
- Doudous Vol 2 : berceuses pour enfants, 2004; Naïve U318046.
- Étranges manèges, 2004, avec Thierry Bonneaux: vibraphone/marimba/percussions, et Chris Hayward: flûte/percussions; CC Production 987631/Harmonia Mundi.
- Sang et Or : 2007, Cirque Zanzibar
- 2014 Goyone Blues[1], HV 0078-2-331, avec David Linx : voix; Nguyên Lê : guitare; Ibrahim Maalouf, trompette; Thierry Bonneaux : percussions.
- French Keys : 2018, Inouïe Distribution, A442, avec Thierry Bonneaux : vibraphone/percussions
- Jeunes Lunes : 2023, D10KC-2U /2023, avec Thierry Bonneaux : vibraphone/percussion; Nicolas Marty : contrebasse; Chris Hayward : flûtes; Jacky Lignon : accordéon, accordina.

## Collaborations
- Claude Nougaro: "Le Petit Oiseau de Marrakech", "Quatre ou cinq jours”, "Les mots", "Ça tourne" et "Tchin-Chine"
- Trilok Gurtu: "Usfret", "Living Magic", "Crazy Saints", "Believe"
- David Linx: "L'instant d'après", "Rock My Boat"
- Mônica Passos: "Casamento"
- Erick de Armas: "Alivio y recuerdo"
- David Venitucci: "Cascade"
- Daniel Mille: "Le Funambule", "Entre Chien et Loup", "Après la pluie", "L'attente"
- François Du Bois: "Entre deux mondes"
- Morton Feldman Jazz tributes: (Villars edition/UK)
- Nicole Rieu: "Ah Ah"
- Orchestre national de jazz: "ONJ 87"
- Bunny Brunel: "Touch", "Ivanhoe"
- Pierre Charial: "Hors Gabarit" (orgue de barbarie)

Et aussi: -France Musique: "Couleurs du Monde", 2004; -Orchestre des Concerts Lamoureux: sur des textes de Jacques Prévert pour quintette à cordes, flûte, clarinette, hautbois et récitant, 2004; -Tam-Tam L'Europe: "A la recherche du Tam-tam perdu" pour 10 batteries, 1991; 
-Orchestre national de jazz: "The Slinker", 1986; -Jazzogène Orchestra: "Black, White and Ochre" pour big band de jazz, 1990, L'Enfance de l'air (pour chorale d'enfants) 2020.

## N&R
1. ↑  « Goyone blues, by Daniel Goyone », sur Hevhetia (consulté le 3 novembre 2024)